# Dune Acres
Dune Acres é uma cidade  localizada no estado americano de Indiana, no Condado de Porter.

## Demografia
Segundo o censo americano de 2000, a sua população era de 213 habitantes.
Em 2006, foi estimada uma população de 225, um aumento de 12 (5.6%).

## Geografia
De acordo com o United States Census Bureau tem uma área de
9,1 km², dos quais 5,5 km² cobertos por terra e 3,6 km² cobertos por água. Dune Acres localiza-se a aproximadamente 187 m acima do nível do mar.

## Localidades na vizinhança
O diagrama seguinte representa as localidades num raio de 12 km ao redor de Dune Acres.